# おおぞら (人工衛星)
第9号科学衛星おおぞら (EXOS-C) とは、旧文部省宇宙科学研究所が打ち上げた中層大気観測衛星である。開発・製造は日本電気が担当した。

## 目的
中層大気とは高度10-100kmの大気のことをいう。この領域は、観測技術の発達により1970年代から研究が行われるようになっていた。これを受け、1982年から1985年にかけて、中層大気国際協同観測計画 (MAP) が実施された。当機はこの計画に参加するため開発された。
当機が主な観測対象とするのは中層大気の微量成分であるが、磁気圏のプラズマを観測する装置も搭載され、オーロラの観測も行った。
なお、当機は日本の惑星探査計画に基づく長期的視点に基づき設計された。アメリカや旧ソビエトの火星探査機・金星探査機は、主に固体部分の探査を目的としている。それに対し、日本の惑星探査機は地球型惑星の磁気圏と大気を観測すべきであり、「おおぞら」はその嚆矢として、惑星探査を睨みつつ、地球の磁気圏や大気を観測する衛星を軌道上に上げ、将来の惑星探査機の雛形として運用を行い、かつ、金星・火星に対するリファレンスデータを収集すべきである、という構想である。実際、火星探査機のぞみや金星探査機あかつきは、いずれも惑星の磁気圏と大気を探る探査機であり、おおぞらが打ち立てたコンセプトの延長線上にある。

## 運用
当機は1984年2月14日17時00分、鹿児島宇宙空間観測所からM-3Sロケット4号機によって打ち上げられ、近地点354km、遠地点865km、軌道傾斜角74.6°の軌道に投入された。
衛星がロケットの3段目と分離した直後、ロケットが内部に残留していたガスにより再加速したため、衛星とロケットが衝突する事故が起こった。このときロケットから噴射されたガスにより衛星の表面が汚染された。このため衛星は太陽光により想定外の過熱を受け、高温に曝された。これにより蓄電池が劣化し蓄電容量が5分の1に低下、運用に重大な支障をきたした。
この事故にもかかわらず慎重な運用が続けられ、大気圏に再突入するまでの4年間観測を行った。再突入により1988年12月26日23時39分、ニューギニア島上空90kmで消滅したと考えられている。

## 成果
事故による制約にもかかわらず、当初想定していた科学的成果を上げることに成功した。